# 신진 대형트럭
신진 대형트럭은 신진자동차가 만든 대형 트럭으로 대우 대형트럭의 전작이다. 토요타의 대형트럭을 라이센스 생산했다.